# Santo Antão
Santo Antão är den nordvästligaste och mest isolerade av Kap Verde-öarna. Ön tillhör ögruppen Barlavento. Area: 779 km². Invånare: 47 124.
Santo Antão har många vandringsleder. Alla vägar på Santo Antão är belagda med kullersten. Hela ön är grön. 